# هيلاري باومان هاكر
هيلاري باومان هاكر (بالإنجليزية: Hilary Baumann Hacker)‏ هو كاهن كاثوليكي أمريكي، ولد في 10 يناير 1913 في نيو أولم في الولايات المتحدة، وتوفي في 6 نوفمبر 1990 في بيسمارك في الولايات المتحدة.